# Carlos Guillermo de Baden-Durlach
Carlos III Guillermo de Baden-Durlach (Durlach, 17 de enero de 1679-Karlsruhe, 12 de mayo de 1738) fue margrave de Baden-Durlach de 1709 a 1738.

## Familia
Carlos III Guillermo de Baden-Durlach era el sexto hijo del Margrave Federico VII Magno de Baden-Durlach y de Augusta María de Schleswig-Holstein-Gottorp.
Se casó el 27 de junio de 1697 con Magdalena Guillermina de Wurtemberg (1677-1742), hija de Guillermo Luis de Wurtemberg.
De esta unión nacieron tres hijos:
- Carlos Magno (1701-1712)
- Federico, Margrave de Baden-Durlach
- Augusta Magdalena (1706-1709).

## Biografía
Carlos III Guillermo de Baden-Durlach estudió en Utrecht, Ginebra y Lausana. Cuando se licenció en sus estudios, viajó por Inglaterra y Suecia. De 1701 a 1709 participó en la guerra de sucesión española. En 1709, firmó el tratado de reunificación de los condados de Baden-Baden y de Baden-Durlach. Encabezó la marcha carolingia de Baden de 1709 a 1738. Fundó en 1715 la ciudad de Karlsruhe y firmó el 24 de septiembre de 1715 el decreto de Privilegios que preveía la libertad y los privilegios para los ciudadanos de Karlsruhe. Fijó su residencia en esta ciudad. Su nieto Carlos Federico I de Baden le sucedió en 1738. 
Fue enterrado en la cripta de la iglesia de la Concordia en Karlsruhe. Su corazón fue depositado sobre el ataúd de su viuda.
Carlos III Guillermo de Baden-Durlach pertenecía a la cuarta rama de la Casa de Baden, en sí salida de la primera rama de la Casa ducal de Baden. Provenía de la línea de Baden-Durlach denominada Ernestina, fundada por Ernesto de Baden-Durlach. Esta casa está representada actualmente por el príncipe Maximiliano de Baden.

## Origen y Guerra de Sucesión Palatina
Desde su nacimiento, Carlos Guillermo fue nombrado príncipe heredero para suceder a su padre en el margraviato de Baden-Durlach, un pequeño Estado típico del Sacro Imperio Romano Germánico que contaba con una población de unos 40.000 habitantes. En las dos únicas ciudades que vale la pena mencionar, Pforzheim y Durlach, no se había desarrollado una burguesía segura de sí misma. Las fincas como cuerpo representativo de la nobleza y el clero de Baden ya estaban sin poder en 1668 por los Margraves. Por lo tanto, había condiciones favorables para el establecimiento del absolutismo, que aún debería caracterizar en la práctica el régimen de Carlos Guillermo, quien se convirtió en príncipe hereditario, ya que su hermano mayor Federico Magno había fallecido en 1672, antes del nacimiento de Carlos Guillermo, a la edad de 42 días. Carlos Guillermo tenía ocho hermanas y un hermano, Cristóbal de Baden-Durlach, que era cinco años más joven y murió en 1723.
La infancia de Carlos Guillermo se vio ensombrecida por la llamada Guerra de Sucesión Palatina (1688-1697). Ya en los años setenta y ochenta del siglo XVII, en medio de la paz, el rey francés Luis XIV incorporó al reino francés territorios pertenecientes al Sacro Imperio Romano Germánico en Alsacia y al norte de Lorena al Eifel. Tras el alto el fuego de 1684 en Ratisbona, el emperador Leopoldo I reconocía las conquistas francesas hechas en 20 años. Con la renovada campaña militar, la Guerra de Sucesión Palatina, Luis XIV quería obligar al Emperador a reconocer permanentemente sus conquistas. Citando supuestos reclamos de herencia de su cuñada Liselotte del Palatinado, Luis XIV hizo una campaña contra el Sacro Imperio. En noviembre de 1688, Carlos Guillermo huyó con su familia en el exilio a Basilea (Suiza).

### Educación
La familia del Margrave se quedó durante diez años en Basilea. Carlos Guillermo recibió por orden de su propio padre una corte y educadores. Debían preparar a Carlos Guillermo para los asuntos de Estado. Se esperaban tres cualidades de un futuro príncipe imperial de finales del siglo XVII 1.º Conocimiento en las ciencias sociales/idiomas, 2.º piedad y 3.º el dominio de los modales cortesanos. Para el ámbito anterior, que incluía historia, derecho, latín y francés, el tutor fue Johann Wilhelm Marcktrenker, quien pudo disfrutar de comidas y alojamiento gratuitos en el Tribunal Margravial para su enseñanza. Del segundo ámbito mencionado fue responsable el teólogo luterano Karl Lemke. El consejero Johann Bernhard von Gemmingen le enseñó a Carlos Guillermo, entre otras cosas, equitación, esgrima y baile. Estas habilidades eran indispensables para una aparición representativa en la época barroca, ya que también reflejaban el rango de príncipe.

### Grand Tour

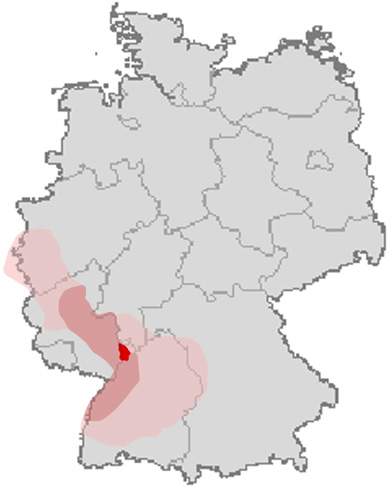
Zona de batalla, con las fronteras actuales, de la guerra de Sucesión Palatina

Primero, Carlos Guillermo recibió clases particulares en la Universidad de Ginebra, donde no pudo quedarse mucho tiempo. Como la dinastía tenía solo dos descendientes masculinos, Carlos Guillermo y Christoph, su existencia futura se veía amenazada, pues Carlos Guillermo debería caer en la Guerra de Sucesión Palatina como general. Para mantenerle alejado de la guerra, que se acercaba cada vez más a Ginebra, el Margrave envió a su hijo al extranjero en viajes de estudio y educación. El primer destino fue la República de los Países Bajos Unidos, que ejerció la supremacía económica en Europa a finales del siglo XVII debido a sus empresas comerciales. Carlos Guillermo pasó dos años en Holanda, especialmente en la ciudad universitaria de Utrecht, donde los profesores le dieron clases particulares de derecho e historia. Carlos Guillermo aún no podía regresar a la residencia en Durlach, pues el 16 de agosto de 1689, las tropas francesas habían incendiado la ciudad y el castillo. Desde los Países Bajos, Carlos Guillermo viajó primero a Inglaterra y luego a visitar familiares en Suecia e Italia (1695). Estos viajes obligatorios de los jóvenes príncipes herederos a las cortes principescas más importantes de Europa se han designado con el nombre de "Grand Tour" y han servido para demostrar la pertenencia a la alta nobleza. Carlos Guillermo quería cumplir este objetivo de expresar su propia identidad con sus visitas a las cortes reales inglesas y suecas. Por su distinguida apariencia, ayudó a consolidar las conexiones dinásticas con Londres y Estocolmo. El regreso a la residencia destruida de Durlach fue sólo posible con el Tratado de Rijswijk a partir de 1697, que concluyó los nueve años de guerra entre el Reino de Francia y el Sacro Imperio Romano Germánico.

## Matrimonio (1697)

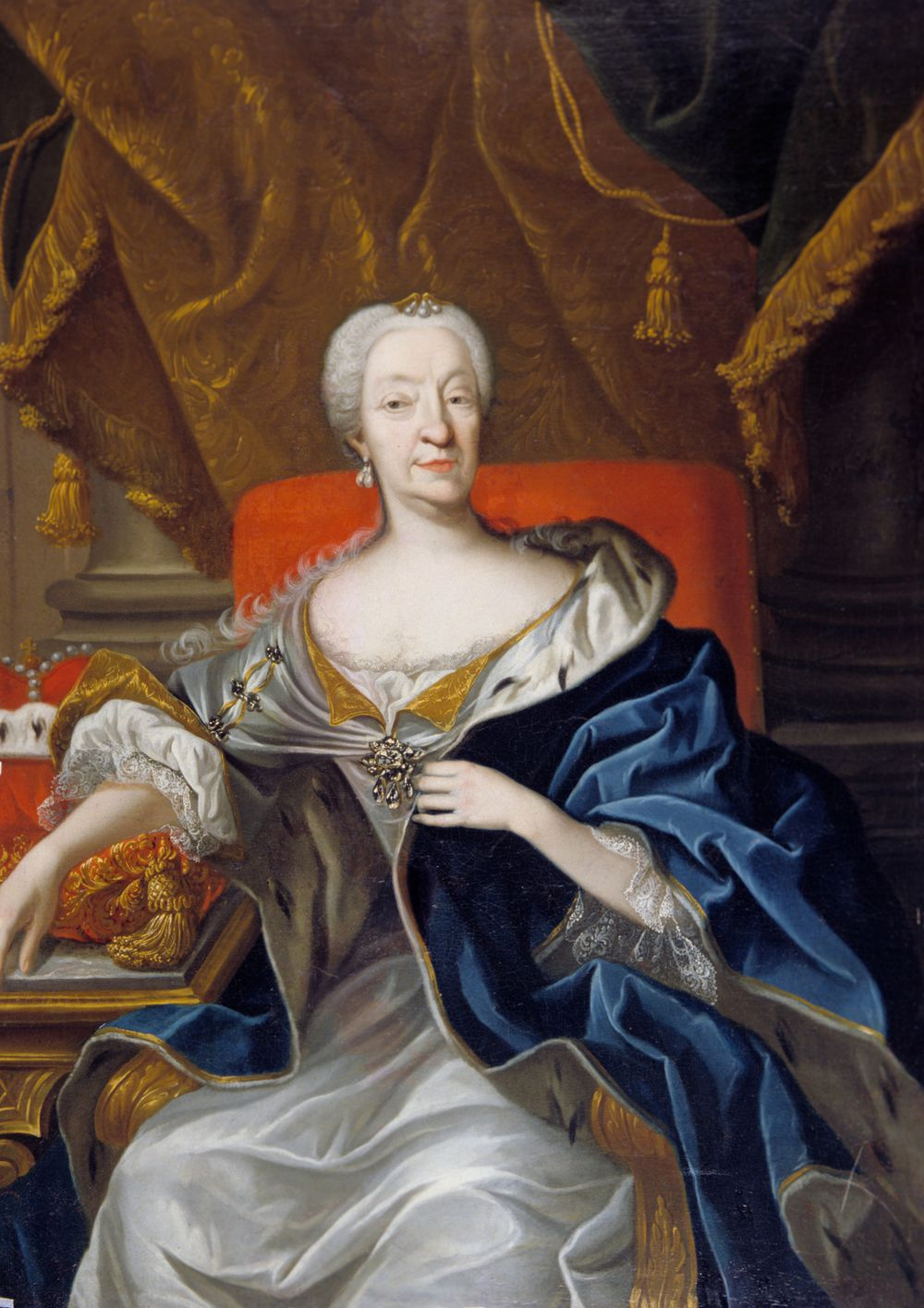
Magdalena Guillermina de Wurtemberg, esposa de Carlos Guillermo

En 1696, Carlos Guillermo alcanzó la edad de casarse a los 17 años. Sus padres acordaron el 27 de junio de 1697 celebrar una boda con Magdalena Guillermina de Wurtemberg (7 de noviembre de 1677-30 de octubre de 1742). Magdalena Wilhelmina era la hija del Guillermo Luis, duque de Wurtemberg. El matrimonio, por lo tanto, era de gran importancia política: limitaba geográficamente el ducado de Wurtemberg con el margraviato de Baden-Durlach para que se fortaleciera la posición territorial de los Margraves en el sur del Sacro Imperio Romano Germánico. Además, tanto Carlos Guillermo como Magdalena Guillermina pertenecían a la confesión protestante. Además, ambas dinastías estaban estrechamente vinculadas por una política matrimonial que databa de varios siglos. Por esta razón, el matrimonio también debía mantener la alianza tradicional entre Baden-Durlach y Wurtemberg, pero sobre todo permitir que hubiera otro sucesor al trono, lo que garantizaría la existencia futura de Baden-Durlach. La boda tuvo lugar el 8 de julio de 1697 en el Palacio Antiguo de Stuttgart, que se había salvado de la destrucción en la Guerra de Sucesión Palatina. Del matrimonio nacieron los siguientes hijos:
- Carlos Magno (21 de enero de 1701-12 de enero de 1712), Príncipe de Baden-Durlach
- Federico (7 de octubre de 1703-26 de marzo de 1732), Príncipe heredero de Baden-Durlach
- Augusta Magdalena (13 de noviembre de 1706-25 de agosto de 1709)

La relación entre Carlos Guillermo y Magdalena Guillermina se mantuvo distante porque él prefirió recurrir a una amante. Esto fue aceptado en la corte, ya que el matrimonio oficial tenía fines políticos y, por lo tanto, no era una historia de amor. Las amantes estuvieron presentes en casi todas las cortes europeas durante los siglos XVII y XVIII. Sin embargo, Magdalena Guillermina se sintió tan herida por esta práctica que se quedó en Durlach por el resto de su vida y nunca se mudó a la residencia real de Karlsruhe.

## Carrera militar en la guerra de sucesión española

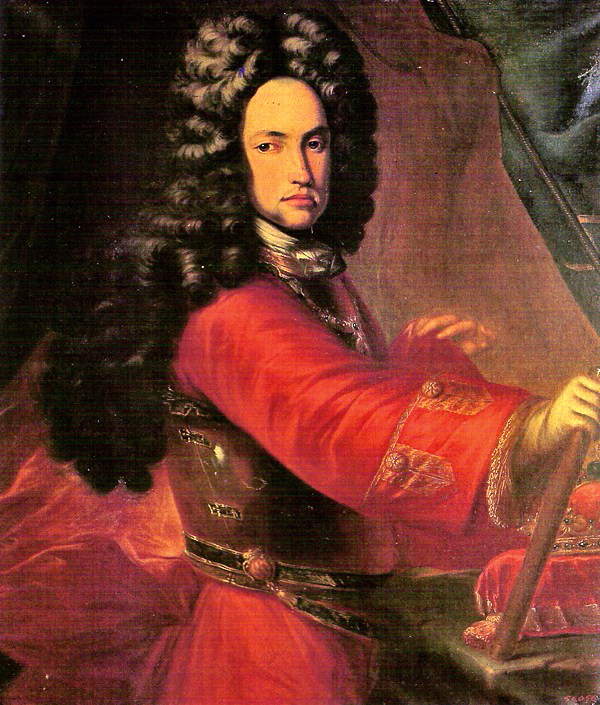
Archiduque y rey rival de España Carlos de Habsburgo, conocido por los Austracistas como Carlos III

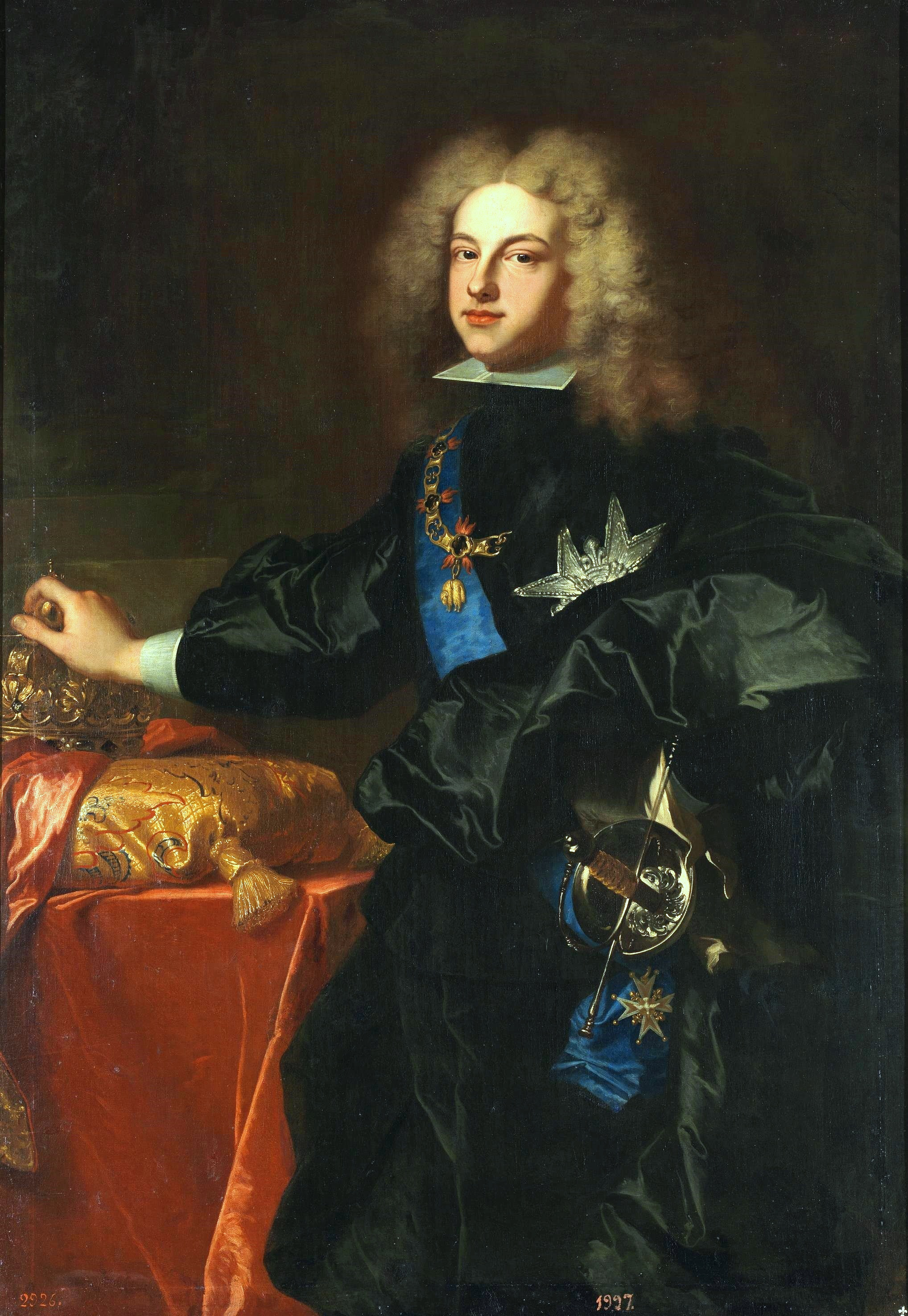
Felipe de Anjou, rey rival de España, luego llamado Felipe V

Con el final del "Grand Tour" de Carlos Guillermo y después del matrimonio, su padre no tuvo excusa para mantenerlo fuera de la guerra. Desde el punto de vista del Imperio, la influencia del Margrave de Baden-Durlach en la política exterior era limitada de todos modos. El llamado Reichstag eterno, la asamblea de los estados imperiales en Ratisbona, decidió en 1681 reclutar un ejército para defender el Sacro Imperio contra el Reino de Francia en el oeste y el Imperio Otomano en el este. El Margraviato de Baden-Durlach se vio obligado a enviar un contingente de 400 hombres. El servir como general significaba para los príncipes de finales del siglo XVII la oportunidad de ganar prestigio para su dinastía respectiva. Aunque Carlos Guillermo nunca mostró un gran interés por el ejército, las expectativas sociales y los requisitos dinásticos finalmente lo forzaron al puesto de general. En 1694 Carlos Guillermo visitó el campamento del ejército imperial para el asedio de Casale Monferrato en el Piamonte. Poco después fue nombrado coronel honorario del Ejército imperial. Carlos Guillermo sirvió en el ejército solamente mientras vivió su padre.
En su carrera militar, estuvo involucrado a principios de siglo en un conflicto de las potencias europeas, la llamada guerra de sucesión española (1701-1714). El 1 de noviembre de 1700, murió el rey español Carlos II, que procedía de los Habsburgo. En su testamento, Carlos II había designado a Felipe V de Anjou, nieto de su cuñado Luis XIV de Francia, como su sucesor. Dinásticamente, sin embargo, veía a los Austrias con el emperador Leopoldo I como el único sucesor legítimo del trono español. Después de que Luis XIV designara a Felipe V como rey español, Leopoldo I mandó un ejército al norte de Italia, dando comienzo a la guerra de sucesión española. En la Gran Alianza de La Haya del 7 de septiembre de 1701, Austria aseguró el apoyo militar de los Países Bajos e Inglaterra. En junio de 1702, participó en el asedio de la fortaleza francesa de Landau. Al mando de un regimiento de infantería contribuyó a que fracasase la ocupación francesa. Sin embargo, sufrió una herida de bala en la cabeza, que solo curaría lentamente. A pesar de la atrevida misión, su participación en la conquista de la fortaleza de Landau fue bastante pequeña. Pocos días después de dicho acontecimiento, la situación de guerra volvió a cambiar: desde que el elector bávaro Maximiliano II Emanuel se aliara con Luis XIV el 10 de septiembre de 1702, los dos margraviatos de Baden (Baden-Baden y Baden-Durlach) se encontraron entre Baviera y Francia en una posición estratégicamente difícil. Si las tropas francesas llegaran a Baviera, podrían haberlo utilizado como lugar de concentración en dirección a Viena. En este momento, podría ser decisivo para el curso de la guerra que se evitara la reunión de los ejércitos bávaro y francés. El mariscal francés Claude Louis Hector de Villars cruzó el Rin y atacó el 14 de octubre de 1702 a Carlos Guillermo en la batalla de Friedlingen. Pero el elector de Baviera no envió refuerzos a los franceses, por lo que Villars se vio obligado a retirarse a Alsacia a pesar de su victoria.
El 20 de septiembre de 1703, Carlos Guillermo combatió en la primera batalla de Höchstädt, donde cubrió con Leopoldo I de Anhalt-Dessau la retirada de las tropas derrotadas del mariscal de campo Styrum. Por sus servicios, fue ascendido a teniente de mariscal de campo imperial, un rango que ya había otorgado al círculo de Suabia después de la batalla de Friedlingen. En el transcurso de la guerra, luchó en 1704 bajo el príncipe Eugenio de Saboya en la segunda batalla de Höchstädt, donde apenas escapó de la muerte. También se distinguió en el asedio de Landau y la defensa de la línea de Stollhofen y fue ascendido en 1705 a General Feldzeugmeister. Ahora operaba con el mariscal de campo von Thüngen en el Rin y en Alsacia. En 1707 volvió a tomar parte en la defensa de la línea de Stollhofen. 
En 1707, Carlos Guillermo sufrió una segunda lesión en esta guerra. Se cayó de su caballo en el patio de armas y se rompió la pierna, lo que le dejó incapaz de pelear. Cuando a Carlos Guillermo le llegó en el frente la noticia de que su padre había muerto el 25 de junio de 1709, renunció inmediatamente al servicio militar. Como regente, debía gobernar, lo cual era muy inusual para su tiempo. El nombramiento como mariscal de campo imperial en 1715 por el emperador Carlos VI no cambió la actitud del Margrave hacia los militares.

## El margrave Carlos Guillermo (1709-1738)

### Estilo de gobierno
Como ni la aristocracia ni la burguesía mantuvieron una posición política fuerte en el Margraviato de Baden-Durlach, Carlos Guillermo pudo reclamar un dominio en el sentido interno del absolutismo principesco.[2] Las más altas funciones públicas se reunieron en su persona. Carlos Guillermo fue también el máximo juez, ministro y legislador y por su educación calificada y la asistencia a la Universidad de Utrecht, tenía buenos conocimientos jurídicos. Por esta razón, sus numerosas notas muestran la minuciosidad con la que el margrave ejerció sus poderes legales. La devastación del país, que duró hasta 1714, favoreció un centralismo burocrático del Estado. Según la comprensión de la época, el Estado solo podía restaurar el orden económico, político y legal destruido por la guerra gracias a la mano fuerte del soberano. Sin la firma del margrave, ni el consejo secreto como órgano legislativo supremo ni el tribunal de justicia como poder judicial supremo podían implementar sus decisiones. 

### Reformando la Administración
La comunicación de los regentes, que a menudo estaban en el exilio en Basilea, con la administración provincial en Durlach y con oficinas muy alejadas en Upper y Unterland había derivado en una autonomía de la administración y al desprecio abierto de las instrucciones superiores. El servicio civil buscaba su propia ventaja, la corrupción y la malversación de fondos se generalizaron, la oficina a menudo se percibía solo como una actividad secundaria. En 1709 y 1710, el margrave emitió ordenanzas exigiendo obediencia absoluta a él: cada vez que asumía el cargo o después de la promoción, era un sirviente especial. Los informes en curso debían enviarse a las oficinas superiores y con las visitas frecuentes se verificaban las condiciones en el sitio. La pereza y la negligencia fueron castigadas con reducciones salariales. La corrupción y la malversación de fondos fueron combatidas por Carlos Guillermo con penas severas, a veces incluso con la pena de muerte. Durante su reinado, emitió cinco de las llamadas "patentes lubricantes", con las que podría evitarse en gran medida la corrupción. Aunque el pago de los funcionarios públicos era significativamente peor que en los territorios más grandes (p. ej. en Baviera) y sus ingresos se redujeron en línea, Carlos Guillermo cosechó éxitos durante su reinado activo (1709-1734), [12] lo que facilitó enormemente el gobierno de su sucesor.

### El restaurador
Carlos Guillermo encontró un país en 1709 que estaba fuertemente endeudado y cuya actividad económica era escasa. Su aspiración a formar una soberanía real, un Estado, requería la obtención de ingresos para financiar un aparato estatal confiable (servicio civil, militar) y un alivio de la deuda para evitar reducir su gobierno prometido. Siguió la corriente mercantilista de la época. Mientras que las dos primeras décadas de su reinado estuvieron marcadas por la contradicción de la austeridad general (edificios, salarios de los funcionarios) y un lujo especial (amantes, jardín zoológico y botánico), en 1732 se inició una rigurosa reorganización fiscal.[13] Las drásticas medidas de austeridad ahora se referían no solo a los funcionarios, sino también a los hogares de la casa principescaː la justicia fiscal cubría todos los temas.
Para reducir la enorme carga de la deuda, los monopolios de ventas de hierro, sal y tabaco se introdujeron al comienzo de su reinado. Estos monopolios fueron arrendados a comerciantes. Por un lado, se llevaron a cabo medidas para contener un negocio lucrativo de contrabando y, por otro lado, controles para prevenir el abuso del monopolio.
Dado que el impuesto sobre el patrimonio se estableció como un monto mensual fijo, los ingresos fiscales simplemente aumentaron dividiendo el año en 18 (y más tarde incluso 20 meses fiscales).[14] Carlos Guillermo también introdujo una forma temprana de presupuesto para ajustar los ingresos tributarios temprano a los gastos previsibles. Para 1732 es un volumen de 300,000 fl aproximadamente . En este contexto, un pago de la deuda de alrededor de 1 millón de fl en los primeros 15 años, representa un logro considerable. Desde 1732 hasta la adhesión de su nieto Carlos Federico (1746) no solo se pagaron 0,8 millones de fl, sino que se acumuló una fortuna de unos 0,9 millones de fl., por lo que se sentaron las bases financieras para las reformas de Carlos Federico.

### El  economista
Inspirado en el ejemplo de Inglaterra y Francia, Carlos Guillermo también quería desarrollar el sector industrial en su país, por lo que no consideró que faltara la capacidad empresarial necesaria y una mano de obra industrial capacitada. Sus intentos de crear y mantener empresas industriales a través de la promoción y el proteccionismo tuvieron que fracasar tarde o temprano. Después de experiencias aleccionadoras, recurrió a la educación popular. Ya en 1718, se abrió un orfanato en Pforzheim. Carlos Guillermo fundó una fábrica donde los internos estaban empleados, educados y entrenados para trabajar. La actividad y el grupo de personas atendidas por la organización se ampliaron aún más, por lo que en la época de esplendor se emplearon alrededor de 250 personas. En última instancia, este intento fracasó debido a una mala gestión y a productos y precios no comercializables. Sin embargo, en la idea básica de la institución se ve a un pionero de la escuela vocacional obligatoria.
Después de que Carlos Guillermo dificultara el comercio de tránsito entre Fráncfort y Basilea al comienzo de su reinado por aranceles excesivos y acoso administrativo en la orilla izquierda del Rin, esto lo corrigió más tarde e invirtió asimismo en la mejora de la red de carreteras. Las exportaciones de Baden-Durlach se limitaban a vino y cereales, las importaciones se vieron obstaculizadas por medidas proteccionistas y el comercio interno estaba en manos de los judíos, ya que en otros sectores de la población estaba mal visto el comercio.
Los métodos de gestión agrícola eran atrasados y la producción se vio sumamente obstaculizada por el trabajo forzado. Carlos Guillermo ordenó la introducción obligatoria del cultivo de patatas y tabaco. Se promovió la recultivación de viñedos destruidos en la guerra y el almacenamiento gubernamental de granos evitó aumentos extremos de precios después de las malas cosechas.
En general, la política económica de Carlos Guillermo estuvo marcada por el accionismo, pero las numerosas iniciativas dan testimonio de la creatividad, y las experiencias realizadas fueron útiles para las reformas de su nieto.

## Muerte
El 12 de mayo de 1738, el Margrave murió temprano en la mañana, probablemente debido a un ataque al corazón.[15] Una acuarela en miniatura del pintor de la corte Johann Ziegler muestra a Carlos III Guillermo en el lecho de muerte. Según su voluntad fue enterrado en la cripta de la iglesia de la Concordia. Incluso hoy, la pirámide en la plaza del mercado muestra el lugar donde se encuentra la cripta con los restos del Margrave. Los intestinos y el corazón fueron enterrados en la cripta de la iglesia del palacio de Pforzheim  La cápsula del corazón, que se depositó en el ataúd de su viuda, está en paradero desconocido.
Después de que su hijo Federico muriera estando en vida el margrave (1732), su nieto, Carlos Federico, se convirtió en su sucesor. Sin embargo, este solo tenía 10 años en este momento, por lo que fue puesto bajo la tutela del Príncipe Carlos Augusto de Baden-Durlach.

### Confusión sobre la fecha de nacimiento
En la pirámide, la fecha de nacimiento se indica erróneamente como el 18 de enero de 1679. Su nombre se deriva de Carlomagno y por eso celebró su muerte el 28 de enero como su día del nombre. En 1700 también tuvo lugar en el margraviato de Baden-Durlach el cambio al calendario gregoriano, por lo que el 18 de febrero fue seguido inmediatamente por el 1 de marzo de 1700. El próximo cumpleaños del margrave era el 27 de enero y, por lo tanto, la "Karl-Fest", todavía se celebró el 28 de enero. Al redactar la escritura para la pirámide, falsamente solo 10 días en lugar de 11 días deducidos para calcular la fecha de nacimiento juliana, ya que la diferencia de 10 días hasta el año 1700 era válida. 1700 era entonces, según el calendario juliano, un año bisiesto. Sin embargo, según el calendario gregoriano, 1700 no fue un año bisiesto, por lo que la diferencia aumentó a 11 días.

## Cultura y ciencia

### Fundación de Karlsruhe
Después de heredar el margraviato de Baden en 1535, Pforzheim se convirtió primero en la residencia de la línea Ernestina (más tarde, la casa de Baden-Durlach). En 1565, el margrave Carlos II de Baden-Durlach trasladó la residencia a Durlach por razones desconocidas y amplió o reconstruyó el pabellón de caza existente de su padre Ernesto. Este castillo, ahora llamado "Karlsburg", fue incendiado por las tropas francesas en 1689 en la Guerra de Sucesión del Palatinado.
En 1698, el margrave Federico Magno comenzó a reconstruirlo después de regresar del exilio en Basilea, por lo que el deterioro de la situación económica como resultado del estallido de la guerra de sucesión española de 1701 detuvo las obras, que pararon en 1703 cuando solo se habían completado dos alas del castillo.
Carlos Guillermo decidió construir una nueva residencia en las tierras bajas de Hardtwald. Los motivos y la elección de la ubicación son legendarias. Además de disputas con la ciudadanía de Durlach, probablemente, tiene que hacerlo fuera de los confines de la ciudad y cerca de su esposa no amada. El 17 de junio de 1715, se colocó la primera piedra para el nuevo palacio. El edificio central del palacio y toda la ciudad residencial se convirtió en el llamado Bleiturm. A partir de esta torre -en el medio de la cerradura- de partida dan comienzo 32 vías que, como los marcadores de una rosa de los vientos, se distribuyen de manera uniforme en todas las direcciones. 
La construcción del castillo y la ciudad se aceleró y la primera audiencia tuvo lugar en el nuevo palacio el 5 de julio de 1717. En 1718 se mudó la corte a Karlsruhe, al igual que en 1719 lo hicieron todos los funcionarios de la corte. A causa de la rápida implementación y la escasez de dinero, los edificios fueron ejecutados en madera, a excepción de la torre de plomo.
Para promover tal la medida, Carlos Guillermo dijo en una carta de gracia el 24 de septiembre de 1715 que los ciudadanos de la ciudad disfrutaban de privilegios legales, religiosos y financieros. Karlsruhe tenía 2.000 habitantes ya en 1719.

## Ancestros
| \| \| \| \| \| \| \| \| \| \| \| \| \| \| \| \| \| \| \| \| 16. Margrave Jorge Federico I de Baden-Durlach \| \| \| \| \| \| \| \| \| \| \| \| \| \| \| \| \| \| \| \| \| \| \| \| \| \| \| \| \| \| \| \| \| \| \| \| \| \| \| \| \| \| \| \| \| \| \| \| \| \| \| \| \| \| 8. Margrave Federico V de Baden-Durlach \| \| \| \| \| \| \| \| \| \| \| \| \| \| \| \| \| \| \| \| \| \| \| \| \| \| \| \| \| \| \| \| \| \| \| \| \| \| \| \| \| \| \| \| \| \| \| \| \| \| \| \| \| \| 17. Princesa Juliana de Salm-Neufville \| \| \| \| \| \| \| \| \| \| \| \| \| \| \| \| \| \| \| \| \| \| \| \| \| \| \| \| \| \| \| \| \| \| \| \| \| \| \| \| \| \| \| \| \| \| \| \| \| \| \| \| \| \| 4. Margrave Federico VI de Baden-Durlach \| \| \| \| \| \| \| \| \| \| \| \| \| \| \| \| \| \| \| \| \| \| \| \| \| \| \| \| \| \| \| \| \| \| \| \| \| \| \| \| \| \| \| \| \| \| \| \| \| \| \| \| \| \| 18. Federico I de Wurtemberg \| \| \| \| \| \| \| \| \| \| \| \| \| \| \| \| \| \| \| \| \| \| \| \| \| \| \| \| \| \| \| \| \| \| \| \| \| \| \| \| \| \| \| \| \| \| \| \| \| \| \| \| \| \| 9. Princesa Bárbara de Wurtemberg \| \| \| \| \| \| \| \| \| \| \| \| \| \| \| \| \| \| \| \| \| \| \| \| \| \| \| \| \| \| \| \| \| \| \| \| \| \| \| \| \| \| \| \| \| \| \| \| \| \| \| \| \| \| 19. Princesa Sibila de Anhalt \| \| \| \| \| \| \| \| \| \| \| \| \| \| \| \| \| \| \| \| \| \| \| \| \| \| \| \| \| \| \| \| \| \| \| \| \| \| \| \| \| \| \| \| \| \| \| \| \| \| \| \| \| \| 2. Margrave Federico VII Magno de Baden-Durlach \| \| \| \| \| \| \| \| \| \| \| \| \| \| \| \| \| \| \| \| \| \| \| \| \| \| \| \| \| \| \| \| \| \| \| \| \| \| \| \| \| \| \| \| \| \| \| \| \| \| \| \| \| \| 20. Conde Juan I del Palatinado-Zweibrücken \| \| \| \| \| \| \| \| \| \| \| \| \| \| \| \| \| \| \| \| \| \| \| \| \| \| \| \| \| \| \| \| \| \| \| \| \| \| \| \| \| \| \| \| \| \| \| \| \| \| \| \| \| \| 10. Conde palatino Juan Casimiro de Zweibrücken-Kleeburg \| \| \| \| \| \| \| \| \| \| \| \| \| \| \| \| \| \| \| \| \| \| \| \| \| \| \| \| \| \| \| \| \| \| \| \| \| \| \| \| \| \| \| \| \| \| \| \| \| \| \| \| \| \| 21. Princesa Magdalena de Jülich-Cléveris-Berg \| \| \| \| \| \| \| \| \| \| \| \| \| \| \| \| \| \| \| \| \| \| \| \| \| \| \| \| \| \| \| \| \| \| \| \| \| \| \| \| \| \| \| \| \| \| \| \| \| \| \| \| \| \| 5. Condesa Cristina Magdalena del Palatinado-Zweibrücken \| \| \| \| \| \| \| \| \| \| \| \| \| \| \| \| \| \| \| \| \| \| \| \| \| \| \| \| \| \| \| \| \| \| \| \| \| \| \| \| \| \| \| \| \| \| \| \| \| \| \| \| \| \| 22. Rey Carlos IX de Suecia \| \| \| \| \| \| \| \| \| \| \| \| \| \| \| \| \| \| \| \| \| \| \| \| \| \| \| \| \| \| \| \| \| \| \| \| \| \| \| \| \| \| \| \| \| \| \| \| \| \| \| \| \| \| 11. Princesa Catalina de Suecia \| \| \| \| \| \| \| \| \| \| \| \| \| \| \| \| \| \| \| \| \| \| \| \| \| \| \| \| \| \| \| \| \| \| \| \| \| \| \| \| \| \| \| \| \| \| \| \| \| \| \| \| \| \| 23. Princesa María del Palatinado \| \| \| \| \| \| \| \| \| \| \| \| \| \| \| \| \| \| \| \| \| \| \| \| \| \| \| \| \| \| \| \| \| \| \| \| \| \| \| \| \| \| \| \| \| \| \| \| \| \| \| \| \| \| 1. Carlos III Guillermo de Baden-Durlach \| \| \| \| \| \| \| \| \| \| \| \| \| \| \| \| \| \| \| \| \| \| \| \| \| \| \| \| \| \| \| \| \| \| \| \| \| \| \| \| \| \| \| \| \| \| \| \| \| \| \| \| \| \| 24. Duque Adolfo de Holstein-Gottorp \| \| \| \| \| \| \| \| \| \| \| \| \| \| \| \| \| \| \| \| \| \| \| \| \| \| \| \| \| \| \| \| \| \| \| \| \| \| \| \| \| \| \| \| \| \| \| \| \| \| \| \| \| \| 12. Duque Juan Adolfo de Holstein-Gottorp \| \| \| \| \| \| \| \| \| \| \| \| \| \| \| \| \| \| \| \| \| \| \| \| \| \| \| \| \| \| \| \| \| \| \| \| \| \| \| \| \| \| \| \| \| \| \| \| \| \| \| \| \| \| 25. Princesa Cristina de Hesse \| \| \| \| \| \| \| \| \| \| \| \| \| \| \| \| \| \| \| \| \| \| \| \| \| \| \| \| \| \| \| \| \| \| \| \| \| \| \| \| \| \| \| \| \| \| \| \| \| \| \| \| \| \| 6. Duque Federico III de Holstein-Gottorp \| \| \| \| \| \| \| \| \| \| \| \| \| \| \| \| \| \| \| \| \| \| \| \| \| \| \| \| \| \| \| \| \| \| \| \| \| \| \| \| \| \| \| \| \| \| \| \| \| \| \| \| \| \| 26. Rey Federico II de Dinamarca \| \| \| \| \| \| \| \| \| \| \| \| \| \| \| \| \| \| \| \| \| \| \| \| \| \| \| \| \| \| \| \| \| \| \| \| \| \| \| \| \| \| \| \| \| \| \| \| \| \| \| \| \| \| 13. Princesa Augusta de Dinamarca \| \| \| \| \| \| \| \| \| \| \| \| \| \| \| \| \| \| \| \| \| \| \| \| \| \| \| \| \| \| \| \| \| \| \| \| \| \| \| \| \| \| \| \| \| \| \| \| \| \| \| \| \| \| 27. Duquesa Sofía de Mecklemburgo-Güstrow \| \| \| \| \| \| \| \| \| \| \| \| \| \| \| \| \| \| \| \| \| \| \| \| \| \| \| \| \| \| \| \| \| \| \| \| \| \| \| \| \| \| \| \| \| \| \| \| \| \| \| \| \| \| 3. Duquesa Augusta María de Holstein-Gottorp \| \| \| \| \| \| \| \| \| \| \| \| \| \| \| \| \| \| \| \| \| \| \| \| \| \| \| \| \| \| \| \| \| \| \| \| \| \| \| \| \| \| \| \| \| \| \| \| \| \| \| \| \| \| 28. Elector Cristián I de Sajonia \| \| \| \| \| \| \| \| \| \| \| \| \| \| \| \| \| \| \| \| \| \| \| \| \| \| \| \| \| \| \| \| \| \| \| \| \| \| \| \| \| \| \| \| \| \| \| \| \| \| \| \| \| \| 14. Elector Juan Jorge I de Sajonia \| \| \| \| \| \| \| \| \| \| \| \| \| \| \| \| \| \| \| \| \| \| \| \| \| \| \| \| \| \| \| \| \| \| \| \| \| \| \| \| \| \| \| \| \| \| \| \| \| \| \| \| \| \| 29. Princesa Sofía de Brandeburgo \| \| \| \| \| \| \| \| \| \| \| \| \| \| \| \| \| \| \| \| \| \| \| \| \| \| \| \| \| \| \| \| \| \| \| \| \| \| \| \| \| \| \| \| \| \| \| \| \| \| \| \| \| \| 7. Princesa María Isabel de Sajonia \| \| \| \| \| \| \| \| \| \| \| \| \| \| \| \| \| \| \| \| \| \| \| \| \| \| \| \| \| \| \| \| \| \| \| \| \| \| \| \| \| \| \| \| \| \| \| \| \| \| \| \| \| \| 30. Duque Alberto Federico de Prusia \| \| \| \| \| \| \| \| \| \| \| \| \| \| \| \| \| \| \| \| \| \| \| \| \| \| \| \| \| \| \| \| \| \| \| \| \| \| \| \| \| \| \| \| \| \| \| \| \| \| \| \| \| \| 15. Princesa Magdalena Sibila de Prusia \| \| \| \| \| \| \| \| \| \| \| \| \| \| \| \| \| \| \| \| \| \| \| \| \| \| \| \| \| \| \| \| \| \| \| \| \| \| \| \| \| \| \| \| \| \| \| \| \| \| \| \| \| \| 31. Princesa María Leonor de Cléveris \| \| \| \| \| \| \| \| \| \| \| \| \| \| \| \| \| \| \| \| \| \| \| \| \| \| \| \| \| \| \| \| \| \| \| \| \| \| \| \| \| \| \| \| \| \| \| \| \| \| \| \| |                                                          |  |  |  |  |  |  |  |  |  |  |  |  |  |  |  |
| |                                                          |  |  |  |  |  |  |  |  |  |  |  |  |  |  |  |
| | 16. Margrave Jorge Federico I de Baden-Durlach           |  |  |  |  |  |  |  |  |  |  |  |  |  |  |  |
| |                                                          |  |  |  |  |  |  |  |  |  |  |  |  |  |  |  |
| |                                                          |  |  |  |  |  |  |  |  |  |  |  |  |  |  |  |
| | 8. Margrave Federico V de Baden-Durlach                  |  |  |  |  |  |  |  |  |  |  |  |  |  |  |  |
| |                                                          |  |  |  |  |  |  |  |  |  |  |  |  |  |  |  |
| |                                                          |  |  |  |  |  |  |  |  |  |  |  |  |  |  |  |
| | 17. Princesa Juliana de Salm-Neufville                   |  |  |  |  |  |  |  |  |  |  |  |  |  |  |  |
| |                                                          |  |  |  |  |  |  |  |  |  |  |  |  |  |  |  |
| |                                                          |  |  |  |  |  |  |  |  |  |  |  |  |  |  |  |
| | 4. Margrave Federico VI de Baden-Durlach                 |  |  |  |  |  |  |  |  |  |  |  |  |  |  |  |
| |                                                          |  |  |  |  |  |  |  |  |  |  |  |  |  |  |  |
| |                                                          |  |  |  |  |  |  |  |  |  |  |  |  |  |  |  |
| | 18. Federico I de Wurtemberg                             |  |  |  |  |  |  |  |  |  |  |  |  |  |  |  |
| |                                                          |  |  |  |  |  |  |  |  |  |  |  |  |  |  |  |
| |                                                          |  |  |  |  |  |  |  |  |  |  |  |  |  |  |  |
| | 9. Princesa Bárbara de Wurtemberg                        |  |  |  |  |  |  |  |  |  |  |  |  |  |  |  |
| |                                                          |  |  |  |  |  |  |  |  |  |  |  |  |  |  |  |
| |                                                          |  |  |  |  |  |  |  |  |  |  |  |  |  |  |  |
| | 19. Princesa Sibila de Anhalt                            |  |  |  |  |  |  |  |  |  |  |  |  |  |  |  |
| |                                                          |  |  |  |  |  |  |  |  |  |  |  |  |  |  |  |
| |                                                          |  |  |  |  |  |  |  |  |  |  |  |  |  |  |  |
| | 2. Margrave Federico VII Magno de Baden-Durlach          |  |  |  |  |  |  |  |  |  |  |  |  |  |  |  |
| |                                                          |  |  |  |  |  |  |  |  |  |  |  |  |  |  |  |
| |                                                          |  |  |  |  |  |  |  |  |  |  |  |  |  |  |  |
| | 20. Conde Juan I del Palatinado-Zweibrücken              |  |  |  |  |  |  |  |  |  |  |  |  |  |  |  |
| |                                                          |  |  |  |  |  |  |  |  |  |  |  |  |  |  |  |
| |                                                          |  |  |  |  |  |  |  |  |  |  |  |  |  |  |  |
| | 10. Conde palatino Juan Casimiro de Zweibrücken-Kleeburg |  |  |  |  |  |  |  |  |  |  |  |  |  |  |  |
| |                                                          |  |  |  |  |  |  |  |  |  |  |  |  |  |  |  |
| |                                                          |  |  |  |  |  |  |  |  |  |  |  |  |  |  |  |
| | 21. Princesa Magdalena de Jülich-Cléveris-Berg           |  |  |  |  |  |  |  |  |  |  |  |  |  |  |  |
| |                                                          |  |  |  |  |  |  |  |  |  |  |  |  |  |  |  |
| |                                                          |  |  |  |  |  |  |  |  |  |  |  |  |  |  |  |
| | 5. Condesa Cristina Magdalena del Palatinado-Zweibrücken |  |  |  |  |  |  |  |  |  |  |  |  |  |  |  |
| |                                                          |  |  |  |  |  |  |  |  |  |  |  |  |  |  |  |
| |                                                          |  |  |  |  |  |  |  |  |  |  |  |  |  |  |  |
| | 22. Rey Carlos IX de Suecia                              |  |  |  |  |  |  |  |  |  |  |  |  |  |  |  |
| |                                                          |  |  |  |  |  |  |  |  |  |  |  |  |  |  |  |
| |                                                          |  |  |  |  |  |  |  |  |  |  |  |  |  |  |  |
| | 11. Princesa Catalina de Suecia                          |  |  |  |  |  |  |  |  |  |  |  |  |  |  |  |
| |                                                          |  |  |  |  |  |  |  |  |  |  |  |  |  |  |  |
| |                                                          |  |  |  |  |  |  |  |  |  |  |  |  |  |  |  |
| | 23. Princesa María del Palatinado                        |  |  |  |  |  |  |  |  |  |  |  |  |  |  |  |
| |                                                          |  |  |  |  |  |  |  |  |  |  |  |  |  |  |  |
| |                                                          |  |  |  |  |  |  |  |  |  |  |  |  |  |  |  |
| | 1. Carlos III Guillermo de Baden-Durlach                 |  |  |  |  |  |  |  |  |  |  |  |  |  |  |  |
| |                                                          |  |  |  |  |  |  |  |  |  |  |  |  |  |  |  |
| |                                                          |  |  |  |  |  |  |  |  |  |  |  |  |  |  |  |
| | 24. Duque Adolfo de Holstein-Gottorp                     |  |  |  |  |  |  |  |  |  |  |  |  |  |  |  |
| |                                                          |  |  |  |  |  |  |  |  |  |  |  |  |  |  |  |
| |                                                          |  |  |  |  |  |  |  |  |  |  |  |  |  |  |  |
| | 12. Duque Juan Adolfo de Holstein-Gottorp                |  |  |  |  |  |  |  |  |  |  |  |  |  |  |  |
| |                                                          |  |  |  |  |  |  |  |  |  |  |  |  |  |  |  |
| |                                                          |  |  |  |  |  |  |  |  |  |  |  |  |  |  |  |
| | 25. Princesa Cristina de Hesse                           |  |  |  |  |  |  |  |  |  |  |  |  |  |  |  |
| |                                                          |  |  |  |  |  |  |  |  |  |  |  |  |  |  |  |
| |                                                          |  |  |  |  |  |  |  |  |  |  |  |  |  |  |  |
| | 6. Duque Federico III de Holstein-Gottorp                |  |  |  |  |  |  |  |  |  |  |  |  |  |  |  |
| |                                                          |  |  |  |  |  |  |  |  |  |  |  |  |  |  |  |
| |                                                          |  |  |  |  |  |  |  |  |  |  |  |  |  |  |  |
| | 26. Rey Federico II de Dinamarca                         |  |  |  |  |  |  |  |  |  |  |  |  |  |  |  |
| |                                                          |  |  |  |  |  |  |  |  |  |  |  |  |  |  |  |
| |                                                          |  |  |  |  |  |  |  |  |  |  |  |  |  |  |  |
| | 13. Princesa Augusta de Dinamarca                        |  |  |  |  |  |  |  |  |  |  |  |  |  |  |  |
| |                                                          |  |  |  |  |  |  |  |  |  |  |  |  |  |  |  |
| |                                                          |  |  |  |  |  |  |  |  |  |  |  |  |  |  |  |
| | 27. Duquesa Sofía de Mecklemburgo-Güstrow                |  |  |  |  |  |  |  |  |  |  |  |  |  |  |  |
| |                                                          |  |  |  |  |  |  |  |  |  |  |  |  |  |  |  |
| |                                                          |  |  |  |  |  |  |  |  |  |  |  |  |  |  |  |
| | 3. Duquesa Augusta María de Holstein-Gottorp             |  |  |  |  |  |  |  |  |  |  |  |  |  |  |  |
| |                                                          |  |  |  |  |  |  |  |  |  |  |  |  |  |  |  |
| |                                                          |  |  |  |  |  |  |  |  |  |  |  |  |  |  |  |
| | 28. Elector Cristián I de Sajonia                        |  |  |  |  |  |  |  |  |  |  |  |  |  |  |  |
| |                                                          |  |  |  |  |  |  |  |  |  |  |  |  |  |  |  |
| |                                                          |  |  |  |  |  |  |  |  |  |  |  |  |  |  |  |
| | 14. Elector Juan Jorge I de Sajonia                      |  |  |  |  |  |  |  |  |  |  |  |  |  |  |  |
| |                                                          |  |  |  |  |  |  |  |  |  |  |  |  |  |  |  |
| |                                                          |  |  |  |  |  |  |  |  |  |  |  |  |  |  |  |
| | 29. Princesa Sofía de Brandeburgo                        |  |  |  |  |  |  |  |  |  |  |  |  |  |  |  |
| |                                                          |  |  |  |  |  |  |  |  |  |  |  |  |  |  |  |
| |                                                          |  |  |  |  |  |  |  |  |  |  |  |  |  |  |  |
| | 7. Princesa María Isabel de Sajonia                      |  |  |  |  |  |  |  |  |  |  |  |  |  |  |  |
| |                                                          |  |  |  |  |  |  |  |  |  |  |  |  |  |  |  |
| |                                                          |  |  |  |  |  |  |  |  |  |  |  |  |  |  |  |
| | 30. Duque Alberto Federico de Prusia                     |  |  |  |  |  |  |  |  |  |  |  |  |  |  |  |
| |                                                          |  |  |  |  |  |  |  |  |  |  |  |  |  |  |  |
| |                                                          |  |  |  |  |  |  |  |  |  |  |  |  |  |  |  |
| | 15. Princesa Magdalena Sibila de Prusia                  |  |  |  |  |  |  |  |  |  |  |  |  |  |  |  |
| |                                                          |  |  |  |  |  |  |  |  |  |  |  |  |  |  |  |
| |                                                          |  |  |  |  |  |  |  |  |  |  |  |  |  |  |  |
| | 31. Princesa María Leonor de Cléveris                    |  |  |  |  |  |  |  |  |  |  |  |  |  |  |  |
| |                                                          |  |  |  |  |  |  |  |  |  |  |  |  |  |  |  |
| |                                                          |  |  |  |  |  |  |  |  |  |  |  |  |  |  |  |